# Filozof

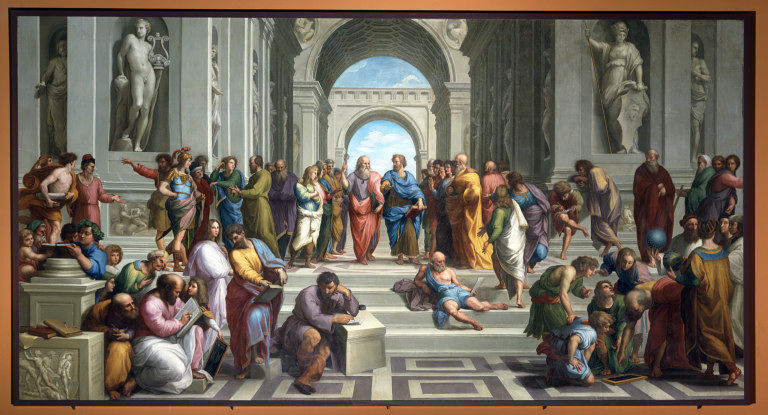
Școala din Atena, frescă de Rafael, cu Platon și Aristotel în centrul imaginii.

Filozoful sau filosoful (i.e., iubitorul de înțelepciune) este persoana care se ocupă cu filozofia.